# Masaki Yanagawa
Masaki Yanagawa (jap. 柳川 雅樹 Yanagawa Masaki; ur. 1 maja 1987) – japoński piłkarz. Obecnie występuje w Voltes.

## Kariera klubowa
Od 2006 roku występował w klubach Vissel Kobe, Ventforet Kōfu, Thespa Kusatsu, Tochigi SC, Gainare Tottori, Global FC i JP Voltes FC.

## Kariera reprezentacyjna
W 2007 roku Masaki Yanagawa zagrał na Mistrzostwach Świata U-20.